# Bienvenidas al norte, bienvenidas al sur
Bienvenidas al norte, bienvenidas al sur es un programa documental producido por Jordi Évole y Producciones del Barrio. Se emitió en La Sexta entre el 22 de mayo y el 12 de junio de 2018.

## Formato
En Bienvenidas al norte, bienvenidas al sur siete mujeres catalanas de avanzada edad viajan a Andalucía y otras siete mujeres andaluzas hacen lo propio, en este caso, hacia Cataluña para convivir en dichas comunidades autónomas con el fin de acercar a Cataluña al resto de España tras lo vivido con el independentismo. Así, la principal meta es conocer la realidad de cada territorio para favorecer la convivencia y la ruptura de barreras. Sin embargo, el formato no cuenta con la figura del presentador como tal, ya que las protagonistas de cada entrega son las señoras andaluzas y catalanas.

## Participantes
| Nombre        | Procedencia |
| ------------- | ----------- |
| Carmina       | Cataluña    |
| Cèlia         | Cataluña    |
| Chari         | Cataluña    |
| Eugenia       | Andalucía   |
| Isabel        | Andalucía   |
| Loli          | Andalucía   |
| Magdalena     | Andalucía   |
| María Antonia | Andalucía   |
| Mercè         | Cataluña    |
| Montse        | Cataluña    |
| Remei         | Cataluña    |
| Rosa          | Cataluña    |
| Sagrario      | Andalucía   |
| Teresa        | Andalucía   |

## Programas y audiencias
| Temporada | Temporada | Episodios | Estreno            | Final               | Audiencia    | Audiencia | Audiencia |
| Temporada | Temporada | Episodios | Estreno            | Final               | Espectadores | Cuota     |           |
| --------- | --------- | --------- | ------------------ | ------------------- | ------------ | --------- | --------- |
|           | 1         | 4         | 22 de mayo de 2018 | 12 de junio de 2018 | 1 154 000    | 6,8%      |           |
| Total     |           |           |                    |                     |              |           |           |

### Temporada 1 (2018)
| Programa | Fecha de emisión    | Título                 | Audiencia        | Ref   |
| -------- | ------------------- | ---------------------- | ---------------- | ----- |
| 1        | 22 de mayo de 2018  | Bienvenidas al norte 1 | 1 500 000 (8,6%) | [ 3 ] |
| 2        | 29 de mayo de 2018  | Bienvenidas al norte 2 | 1 131 000 (6,4%) | [ 4 ] |
| 3        | 5 de junio de 2018  | Bienvenidas al sur 1   | 1 023 000 (6,0%) | [ 5 ] |
| 4        | 12 de junio de 2018 | Bienvenidas al sur 2   | 963 000 (5,7%)   | [ 6 ] |